# Moretta
Moretta é uma comuna italiana da região do Piemonte, província de Cuneo, com cerca de 4.020 habitantes. Estende-se por uma área de 24,15 km², tendo uma densidade populacional de 167 hab/km². Faz fronteira com Cardè, Faule, Murello, Polonghera, Saluzzo, Torre San Giorgio, Villafranca Piemonte (TO), Villanova Solaro.

## Demografia
| Variação demográfica do município entre 1861 e 2011                               |
|                                                                                   |
| Fonte: Istituto Nazionale di Statistica (ISTAT) - Elaboração gráfica da Wikipedia |